# Topotecan
Topotecan is een chemotherapeuticum dat gebruikt wordt tegen kanker. Het is een semisynthetisch, wateroplosbaar derivaat van camptothecine. De handelsnaam is Hycamtin (GlaxoSmithKline). Hycamtin bevat het zout topotecan hydrochloride (CAS-nummer 119413-54-6). Het is sedert 12 november 1996 vergund in de Europese Unie. Het is verkrijgbaar als poeder dat moet worden opgelost om een infuus te maken, of als capsules voor oraal gebruik.
Topotecan wordt voorgeschreven voor de behandeling van eierstokkanker met uitzaaiingen, bij uitgezaaide, teruggekeerde kleincellige longkanker en, in combinatie met cisplatine, bij uitgezaaide, teruggekeerde baarmoederhalskanker. Het is uitsluitend op doktersvoorschrift verkrijgbaar.
Zoals camptothecine behoort topotecan tot de topo-isomerase-remmers, dat wil zeggen het is een inhibitor van het enzym DNA-topo-isomerase 1, dat een rol speelt bij de deling van DNA. Door de werking van dit enzym te remmen wordt de verdere deling van kankercellen voorkomen. Maar ook gezonde cellen worden aangetast, wat tot bijwerkingen leidt. Enkele van de meest voorkomende bijwerkingen zijn neutropenie, leukopenie, anemie en trombocytopenie.
De gebruikelijke dosering is 1,5 mg/m² lichaamsoppervlak/dag gedurende 5 opeenvolgende dagen met een interval van 3 weken .